# Tamerlán (opera)
A Tamerlán (Tamerlano) Georg Friedrich Händel 1724-ben, Nicola Francesco Haym olasz nyelvű szövegkönyvére írt, háromfelvonásos operája. A darabot 1724-ben mutatták be a londoni King’s Theathre-ben.

## A mű keletkezése
Az opera témáját (és a bemutató tervezett időpontját) jó üzleti érzékkel választotta meg Händel, illetve a megrendelő Royal Academy of Music. Nicolas Rowe drámaírónak és költőnek 1702-ben, a témában írt színpadi művét ugyanis minden év novemberében bemutatták Londonban, mégpedig Guy Fawkes I. Jakab angol király elleni merénylete évfordulóján. Händel Rowe művére alapozva tervezte operáját, és a szövegkönyv megírására ismét, a szintén jó üzleti érzékkel rendelkező Nicola Francesco Haymot kérte fel. Händel az operát mindössze húsz nap alatt komponálta meg 1724 júliusában. A siker érdekében a történetbe számos bonyolult és hihetetlen elemet illesztettek be, a bemutatóra pedig a kor leghíresebb énekeseit szerződtették.

## Szereplők
| Szereplő                                     | Hangfekvés                |
| -------------------------------------------- | ------------------------- |
| Tamerlán, tatár kán                          | a bemutatón kasztrált alt |
| Bajazet (Bajazid), török szultán             | tenor                     |
| Asteria, Bajazid lánya                       | szoprán                   |
| Andronico, bizánci herceg                    | a bemutatón kasztrált alt |
| Irene, trapezunti hercegnő, Tamerlán jegyese | kontraalt                 |
| Leone, Andronico és Tamerlán barátja         | basszus                   |

- Helyszín: Bursa
- Időpont: 1402.

## Cselekmény

### Első felvonás
A legyőzött Bajazid szultánt láncra verve hozzák Tamerlán elé. A tatár uralkodó megparancsolja Andronicónak, hogy távolítsa el a láncokat, de Bajazid bizalmát nem nyeri el. Bajazid öngyilkosságot kísérel meg, ám Andronico bizánci herceg, Tamerlán szövetségese, emlékezteti, hogy halálával lánya árván maradna. Tamerlán beleszeret Asteriába, annak ellenére, hogy már eljegyezte Irenét, a trapezunti hercegnőt. Arról senki nem tud, hogy Andronico és Asteria szerelmesek egymásba. Tamerlán az elvárt segítségért cserébe Irene kezét ajánlja fel a bizánci hercegnek, aki kelletlenül fogadja a kegyet, és azt javasolja, hogy Tamerlán engedje szabadon Bajazidot. Tamerlán bele is egyezik ebbe, ha elveheti Asteriát, Bajazid azonban határozottan visszautasítja a javaslatot. Asteria, nem ismerve a hátteret, azzal vádolja Andronicót, hogy csak Irene kezéért szövetkezik Tamerlánnal, és megtagadja szerelmét. Irene hercegnő csak ezután tudja meg, hogy Tamerlán akaratából Andronicónak lesz a felesége. Andronico azonban azt javasolja Irenének, hogy álruhában könyörögjön Tamerlánnak a helyzet megváltoztatására.

### Második felvonás
Tamerlán közli Andronicóval, hogy kettős esküvőről döntött, ő Asteriát veszi feleségül, Andronico pedig Irenét. Asteria ekkor úgy nyilatkozik, hogy feleségül megy Tamerlánhoz, amivel szomorúvá teszi Andronicót. Leone Tamerlanóhoz kíséri az álruhás Irenét, aki mint Asteria beszél Tamerlánnal Irene ügyéről, és Tamerlán figyelmesen meg is hallgatja. Később, amikor Irene és Asteria találkoznak egymással, Asteria együttérzést mutat Irene irányában, és beszél a saját érzéseiről is. Irene reménykedik sorsa megfordulásában, miközben Leone a jó és a gonosz erejéről beszél. Bajazid megdöbbenve értesül az eseményekről, lánya házasságáról, Andronico pedig megesküszik, hogy ha létrejön a frigy, megöli magát és Tamerlánt is. Bajazid érkezik a trónterembe, hogy megakadályozza a házasságot. Követeli, hogy lánya adja át helyét Irenének, különben végez magával, pedig Asteria már korábban eldöntötte, hogy tőrével megöli szörnyeteg férjét. A lány engedelmeskedik apjának, és ekkor Tamerlán mindkettejüket halálra ítéli.

### Harmadik felvonás
Asteria és Bajazid úgy döntenek, hogy méreggel vetnek véget életüknek. Ekkor a zsarnok még egy kísérletet tesz, hogy megnyerje magának Asteriát. Azt üzeni neki, hogy megmentheti magát és az apját is, ha hozzámegy. Asteria azonban újból visszautasítja, mert Andronicóba szerelmes. Tamerlán maga elé rendeli Bajazidot és Asteriát. A lány, az apjától kapott méreggel megkísérli megmérgezni Tamerlánt, de Irene időben figyelmezteti. Ekkor Tamerlán azt parancsolja Asteriának és apjának, hogy ők igyanak először a pohárból. Amikor a lány ajkához emeli a mérgezett poharat, Andronico kiüti a kezéből. Tamerlán Asteriát rabszolgának küldi, Bajazid öngyilkos lesz, Tamerlán pedig Irenével kötendő házasságára készül. Andronico öngyilkossági kísérletét Tamerlán megakadályozza, majd – meglepő módon – nagylelkűséget tanúsítva kijelenti, hogy már így is túl sok vér folyt, megbocsát mindenkinek, és megengedi Andronicónak, hogy feleségül vegye Asteriát. Az opera Tamerlán és Irene szerelmi duettjével, valamint a kórus szerelemről szóló dallamaival zárul.

## A mű színpadra állítása
Az operát 1724. október 31-én mutatták be a londoni King's Theatre-ben. Az opera, komoly üzleti sikert hozva, sorozatban 12 előadást ért meg. 1731. november 13-án Hamburgban is bemutatták az eredeti olasz áriákkal, de német nyelvű recitativókkal. A Händel-operák a 20. században kerültek ismét az érdeklődés középpontjába, a Tamerlánt először Karlsruhében játszották el, 1924. szeptember 7-én, a londoni bemutató kétszáz éves évfordulóján.
A bemutató előadásokon a kor legjobb énekesei működtek közre: Tamerlánt Andrea Pacini, más forrás szerint Senesino (Francesco Bernardi) kasztrált énekes alakította, Bajazidot az ünnepelt Francesco Borosini tenor, Asteriát pedig a szintén népszerű Francesca Cuzzoni énekelte. Andronico szerepét Senesino alakította, de a források Tamerlán szerepében is említik. Irenét Anna Vincenza Dotti, Leonét Giuseppe Maria Boschi alakította. A zenetörténészek megemlítik, hogy Bajazid szerepét Händel tenor hangnemre írta, ami pedig egészen addig az opera seriákban nem kapott komolyabb szerepet.

## A zenéről
A Tamerlán Händel fő művei közé tartozik. A komponista 1724-ben írta, abban az évben, amikor két másik kiemelkedő operája (Julius Caesar Egyiptomban, Rodelinda) is született. Tamerlán története egyébiránt több más zeneszerzőt is megihletett Händel előtt (de utána is: Antonio Vivaldi 1735-ben írta Il Tamerlano című operáját).
Az opera legösszetettebb alakja Asteria, akinek a zenei megjelenése – minthogy az első két felvonásban még rideg és hajthatatlan jellemet mutat – távolságtartó, de amikor a harmadik felvonásban személyisége érzelemdússá válik, a zene is ennek megfelelően változik, és az egész opera legérzelmesebb áriája, a Cor di padre, e cord’amante is az övé lesz. A többi főszereplő ábrázolása kissé talán egysíkúbb, így érzelmeket nem is nagyon váltanak ki a nézőből. A legfurcsább, mondhatni legmeghökkentőbb személyiségfordulata Tamerlán esetén mutatkozik meg, aki csaknem végig zsarnoki jellemet mutat, de az opera végén váratlanul jóságot mutat, csakhogy a történet „happy end”-es fordulattal zárulhasson. Händel maga sem tarthatta túl következetesnek ezt, ezért a Bajazid halálát követő kórusrészt, miközben Tamerlán Andronicónak adja Asteriát, maga pedig Irenét veszi feleségül, moll hangnemben írta, hogy ennek szomorkás hangulatával ütköztesse a szöveg által sugallt hangulatot.

## Az opera áriái és más számai
| Első felvonás - Minuetto - Esci, oh signore! (Bajazid, Andronico) - Forte e lieto a morte andrei (Bajazid) - Non si perda di vista il disperato (Andronico, Tamerlán) - Vo’dar pace a un'alma altiera (Tamerlán) - Il tartaro ama Asteria (Andronico) - Bella Asteria, il tuo cor mi difenda (Andronico) - Non è più tempo Asteria; Serve Asteria… (Asteria, Tamerlán) - Se non mi vuol amar (Asteria) - Non ascolto più nulla (Bajazid, Andronico, Asteria) - Ciel e terra armi di sdegno (Bajazid) - Asteria non parlate? (Andronico, Asteria) - Deh; lasciatemi il nemico (Asteria) - Così la sposa il Tamerlano accoglie? (Irene, Andronico, Leone) - Dal crudel che m’ha tradita (Irene) - Chi vide mai piű, sventurato amante? (Andronico) - Benché mi sprezzi l’idol ch’adoro (Andronico) | Második felvonás - Amico, tengo un testimon fedele (Tamerlán, Andronico) - Bella gara, che faronno (Tamerlán) - Qui l’infedel! Cogliamo (Asteria, Andronico) - Non è più tempo (Asteria) - Ah no! Dove trascorri, idolo mio? (Andronico) - Cerco in vano di placare (Andronico) - Signor, vergine illustre (Leone, Tamerlán, Irene, Asteria) - Par che mi nasce in seno un raggio di speranza (Irene) - Dov’è mia figlia, Andronico? (Bajazid, Andronico) - A suoi piedi padre esangue (Bajazid) - Se Asteria mi tradisce (Andronico) - Più d’una tigre altero (Andronico) - Al soglio, oh bella! (Tamerlán, Asteria, Bajazid, Andronico, Irene) - Ecco il cor, saro contenta; Voglio, stragi, voglio sangue; Ecco il… (Asteria, Tamerlán, Bajazid) - Padre dimmi: Son più l’indegna figlia? (Asteria) - No, il tuo sdegno mi placo (Bajazid) - Andronico, son più l’infida amante? (Asteria) - No, che del tuo gran cor (Andronico) - Amica, son quella superba donna? (Asteria) - No, che sei tanto costante nella la fede (Irene) - Sì, sì, son vendicata (Asteria) - Cor di padre, è cord’amante (Asteria) | Harmadik felvonás - Figlia, siam rei, io di schernito sdegno (Bajazid, Asteria) - Su la sponda del pigro lete (Bajazid) - Andronico, il mio amore (Tamerlán, Andronico, Asteria, Bajazid) - A dispetto d’un volto ingrato (Tamerlán) - L’empietà de’ministri (Leone, Andronico, Asteria) - Vivo in te, mio caro bene! (Asteria, Andronico) - Eccoti Bajazete (Tamerlán, Bajazid, Andronico) - Eccomi, che si chiede? (Asteria, Tamerlán, Andronico, Bajazid) - Padre, Amante; Folle Sei; Beva dungue la rea (Asteria, Andronico, Bajazid, Tamerlán) - E il soffrirete (Bajazid) - Empio, per farti guerra (Bajazid) - Signor, fra tante cure (Irene, Tamerlán) - Vieni, Asteria (Leone, Andronico, Tamerlán, Asteria) - Oh perme lieto; Fremi, Minaccia; Si figlia, io… (Bajazid, Tamerlán, Asteria) - Barbaro! Al fin sei sazio ancor? (Andronico, Asteria) - Padre amato, in me riposa (Asteria) - Io più non posso vivere… (Andronico, Tamerlán, Irene) - Coronata di giglie e di rose (Andronico, Tamerlán) - Ora Invitta, Regina (Tamerlán, Irene) - D'atra notte già mirasi a scomo (kórus, Irene, Andronico, Tamerlán, Leone) |

## Hangfelvételek
- Tamerlán – Derek Lee Ragin, Bajazid – Nigel Robson, Asteria – Nancy Argenta, Andronico – Michael Chance, Irene – Jane Findlay, Leone – René Schirrer. Közreműködik: az English Baroque Soloists, vezényel: John Eliot Gardiner. A felvétel ideje: 1987. Kiadó: Warner Classics B000005E6P, 3 CD (3 óra 13 perc).
- Tamerlán – Nicholas Spanos, Bajazid – Tassis Christoyannis, Asteria – Mata Katsuli, Andronico – Mary-Ellen Nesi, Irene – Irini Karaianni, Leone – Patros Magoulas. Közreműködik:  Orchestra of Patras, vezényel:  George Petrou. A felvétel ideje: 2007. Kiadó: Mdg 609 1457-2, 3 CD (3 óra 12 perc).
- Tamerlán – Monica Bacelli, Bajazid – Plácido Domingo , Asteria –  Ingela Bohlin, Andronico –  Sara Mingardo, Irene – Jennifer Holloway. Közreműködik: a Chorus and Orchestra of Teatro Real (Madrid), vezényel:  Paul McCreesh. A felvétel ideje: 2008. Kiadó: Opus Arte OABD7022D, Blu-ray disc.

## Fordítás
Ez a szócikk részben vagy egészben  a   Tamerlano című angol Wikipédia-szócikk ezen változatának fordításán alapul.  Az eredeti cikk szerkesztőit annak laptörténete sorolja fel. Ez a jelzés csupán a megfogalmazás eredetét és a szerzői jogokat jelzi, nem szolgál a cikkben szereplő információk forrásmegjelöléseként.